# Fem sange til tekster af Holger Drachmann og Svend Trøst
Fem sange til tekster af Holger Drachmann og Svend Trøst (Noors voor: Vijf gezangen, op tekst van Holger Drachmann en Svend Trøst) is een compositie van Christian Sinding. Sinding schreef een toonzetting onder een vijftal gedichten van Holger Drachmann. Drachmann was een van de lievelingsdichters van Sinding, want er verschenen keer op keer liederenbundels van hem waarbij hij teksten van Drachmann gebruikte.
De vijf gedichten zijn:
1. Vidt har jeg flakket i verden
2. Rav
3. Valborgssangen
4. Jeg havde mig en Hjertenskjaer
5. Alle klokker bringer fjarnt

Het titelblad van de uitgaven van Robert Forsberg vermeldde Fen sange til tekstser af Holger Drachmann og Sven Tröst. De naam Tröst wordt echter alleen op het titelblad vermeld. Alle gedichten worden toegeschreven aan Drachmann. Sven Tröst was een pseudoniem van Carl Snoilsky, een Zweeds diplomaat, die ook gedichten schreef. Sinding zal bij een opkomend nationalisme in Noorwegen echter geen gebruik gemaakt hebben van Zweedse gedichten afkomstig uit het land waarvan Noorwegen zich toen onafhankelijk wilde maken. In de boeken van Drachmann wordt verwezen naar ene Svend Trøst (Gamle Guder og nye, Digte og sange af Svend Trøst), zonder er bij te vermelden wie hij is.